# Jacob van Maerlant

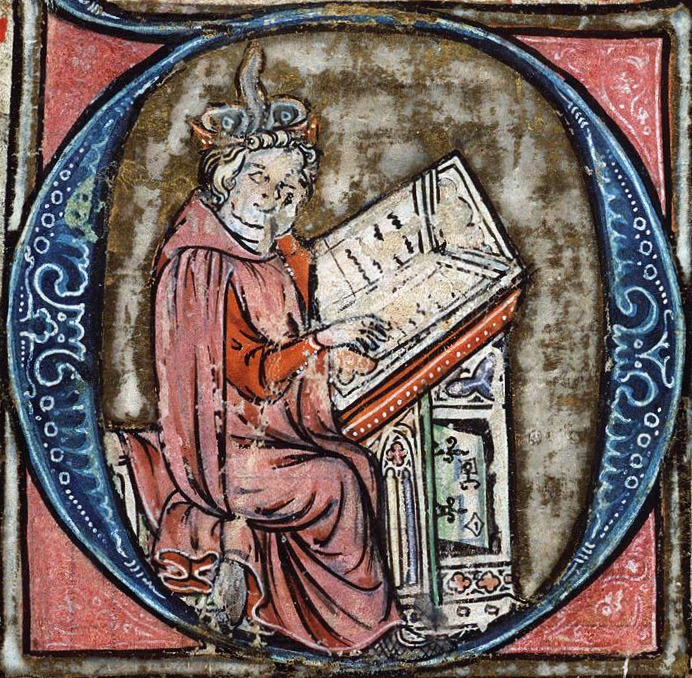
Jacob van Maerlant in einer Handschrift des 14. Jahrhunderts

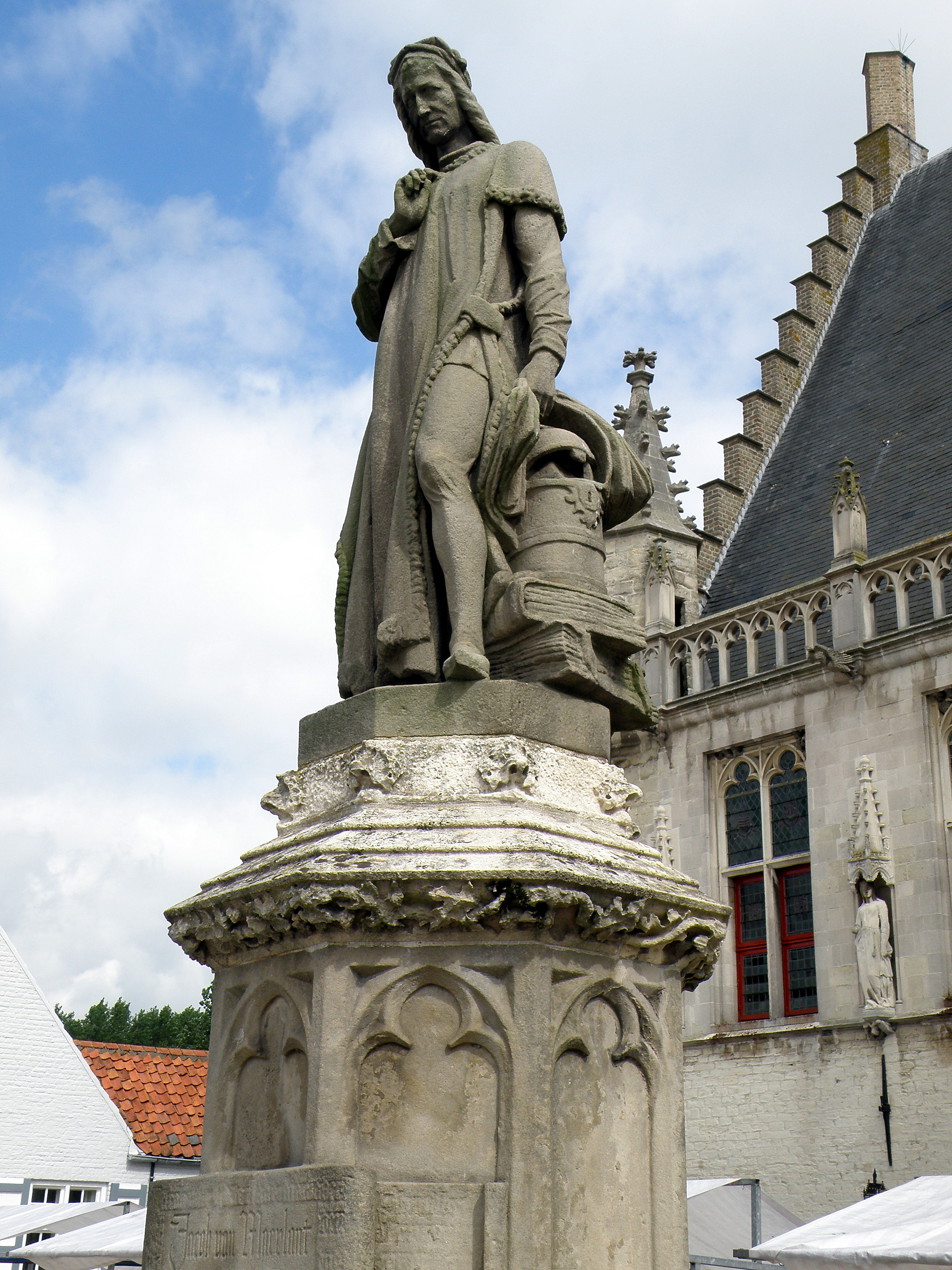
Statue in Damme aus dem 19. Jahrhundert

Jacob van Maerlant (* ca. 1225 in Brugse Vrije, Grafschaft Flandern; † ca. 1299) war ein flämischer Schriftsteller und Übersetzer.

## Biografisches
Maerlant nahm seinen Wohnsitz in Damme in der Nähe seines Geburtsorts. Ungefähr 1260 kam er in den Ort Maerlant, wo er zu schreiben begann. Wieder in Damme war er um 1270, wo er begraben liegt.
Zunächst schrieb er in der Tradition der Ritterromane, in Damme entstand Der naturen bloeme nach dem Vorbild von De natura rerum von Thomas von Cantimpré. Der naturen bloeme gilt als die erste Naturenzyklopädie in niederländischer Volkssprache. Der Spieghel historiael war eine Bearbeitung des lateinischen Speculum historiale von Vinzenz von Beauvais.
1271 stellte er die Reim-Bibel fertig; denn er bearbeitete zuvor den lateinischen Text der Historia Scholastica von Petrus Comestor und ließ in die gereimte Bibelerzählung historische Erklärungen, Bemerkungen und Kommentare einfließen.

## Ehrungen
Jan van Boendale aus Antwerpen nannte ihn den Stammvater aller Dichter im Niederländischen. Nach Jacob von Maerlant ist der seit 2006 vergebene Jacob van Maerlant Poëzieprijs benannt.

## Schriften

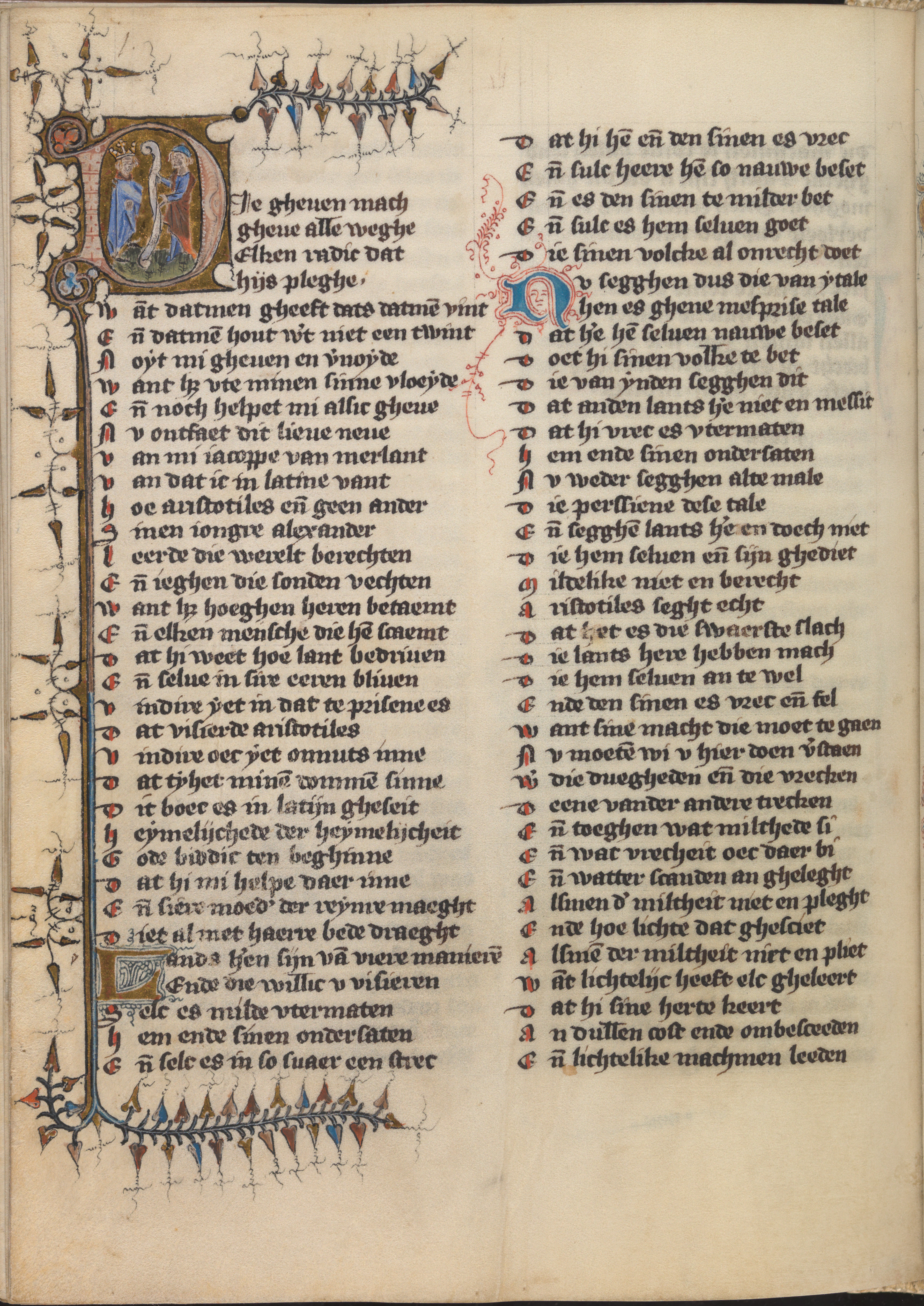
Anfang von Die Heimelicheit der heimelicheden - KB 76 E 5, folium 061v

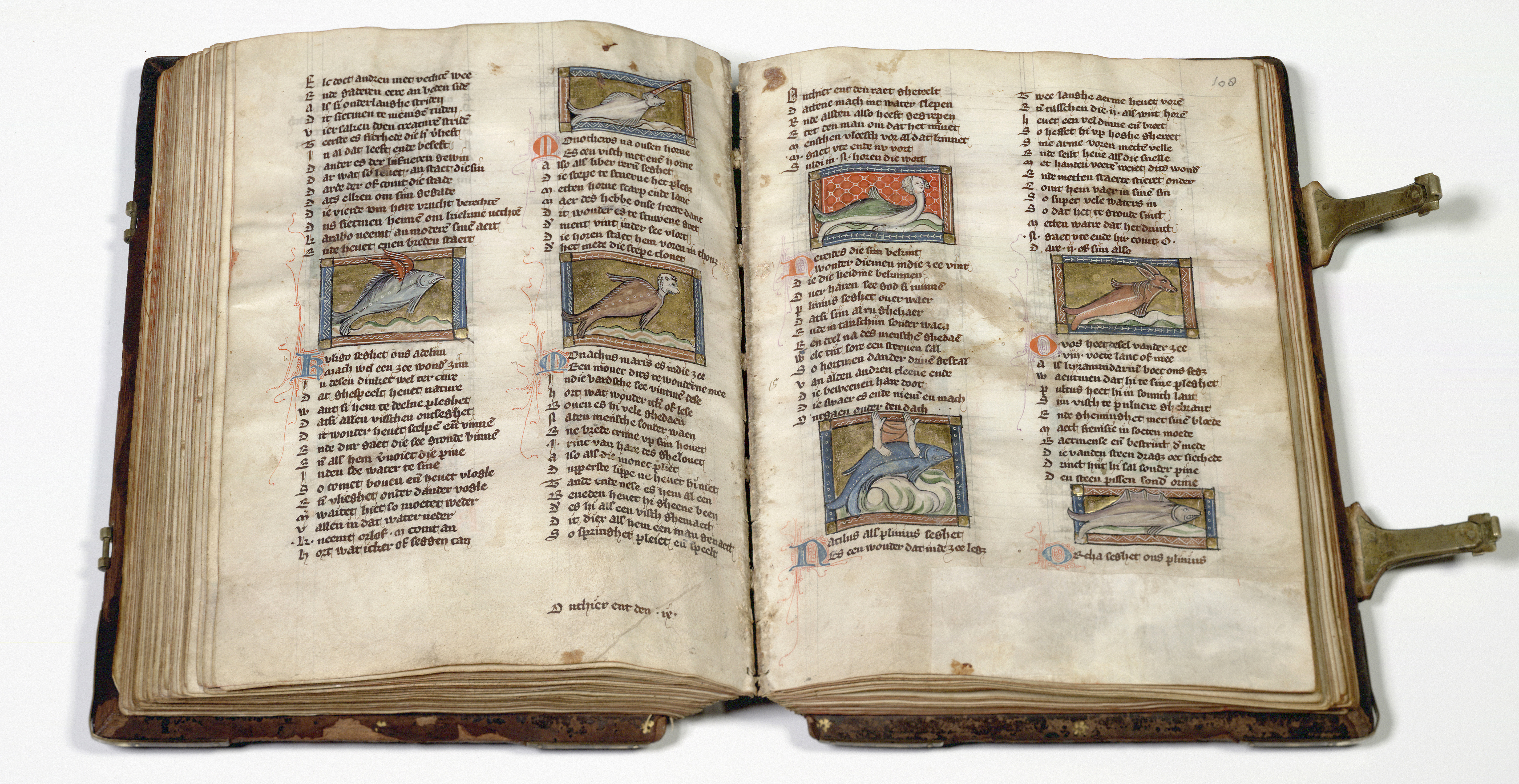
Der naturen bloeme, KB KA 16

- Alexanders Geesten („Die Taten Alexanders des Großen“, kurz vor 1260)
- Historie van den Grale („Geschichte des heiligen Gral“, um 1261)
- Boec van Merline („Das Buch über Merlin“, um 1261)
- Roman van Torec („Roman über den Ritter Torec“, um 1262)
- Lapidarys und Sompniarys (Bücher über die magischen Kräfte der Edelsteine, zwischen 1261 und 1264)
- Historie van Troyen („Die Geschichte Trojas“, um 1264)
- Heimelijcheit der Heimelijcheden („Das Heimlichste aller Heimlichkeitn“, um 1266)
- Der naturen bloeme  (um 1270)[2]
- Historia Scolastica oder Rijmbijbel (bis 1271)
- Sinte Franciscus Leven („Das Leben des heiligen Franziskus“, um 1275)
- Spieghel historiael (um 1285)